# Distretto di Jamshoro
Il distretto di Jamshoro (in urdu: ضلع جامشورو) è un distretto del Sindh, in Pakistan, che ha come capoluogo Jamshoro.